# Tezcatlipocas
Gli aztechi credevano in quattro divinità maschili (i Tezcatlipocas) ciascuna associata ad un punto cardinale ed un colore.

## Miti e leggende
All'inizio c'era solo Manatatehuctli. Egli creò i Tezcatlipocas perché continuassero l'opera di creazione da lui iniziata. Quetzalcoatl e Tezcatlipoca sconfissero il mostro Cipactli e usarono il suo corpo per creare la terra. 

### Leggende su Quetzalcoatl
Quetzalcoatl è protagonista di molti miti e leggende.
In uno di queste creò l'umanità a partire dalle ossa dei morti. 
In un'altra leggenda si narra che dovette sacrificare in onore del sole gli altri Dèi, mentre altre leggende dicono che fosse contrario ai sacrifici umani; è possibile che dopo aver ucciso i suoi amici Dèi non volle che succedesse ancora.

### Leggende su Huitzilopochtli
Un mito narra che Huitzilopochtli aveva una sorella, Coyolchauqui. Quest'ultima tentò di uccidere sua madre quando lui era ancora nel grambo, ma subito nacque e decapitò Coyochauqui.

## Tabella dei Tezcatlipocas
| Nome            | Punto cardinale | Colore | Descrizione e Ruolo |
| --------------- | --------------- | ------ | --- |
| Tezcatlipoca    | Nord            | Nero   | Dio della notte, della magia e delle tentazioni, noto per la rivalità con Quetzalcoatl; il mostro Cipactli gli mangiò una gamba, e perciò la sua costellazione, l'Orsa maggiore, ha la forma di un omino con una gamba sola. Molte volte assume il ruolo di protagonista, malgrado abbia un gran cuore.      |
| Quetzalcoatl    | Ovest           | Bianco | Dio serpente piumato, dio benevolo nonché alter ego di Ehecatl e di Xolotl; Fu costretto da Tonatiuh a sacrificare gli altri Dèi e soprattutto gli altri Tezcatlipocas per far muovere il Sole. Soffrì così tanto nel dover uccidere i suoi amici che scappò dal Messico. Ci sono tantissimi miti su di lui. |
| Xipe Totec      | Est             | Rosso  | Il nome significa “Nostro Signore Lo Scorticato”, in riferimento al fatto che era stato scorticato e dalla sua pelle era nato il mais. Era spesso rappresentato con un'espressione triste. Viene rappresentato senza pelle e vestito di un'altra pelle umana tinta di giallo.                                |
| Huitzīlōpōchtli | Sud             | Blu    | Dio della guerra e della morte; ha aiutato i Mexica (ovvero gli Aztechi di Atzlán) nel tragitto fino a Tenochtitlan dove essi si stabilirono. I guerrieri morti con onore diventavano Huitzitl, ovvero colibrì di Huitzilopochtli. Era anche associato al sole.                                              |